# Ayelet Zurer
Ayelet Zurer (héberül: איילת זורר; Tel-Aviv, 1969. június 28. –) izraeli színésznő.
Legismertebb alakítása Vanessa Marianna-Fisk a Marvel-moziuniverzumban. A Szerelmem Nina című filmben is szerepelt.

## Élete
1969. június 28-án született Tel-Avivban, zsidó családban. Édesanyja Csehszlovákiában született, aki a holokausztot egy zárdában bujkálva élte túl. Az 1950-es években vándorolt Izraelbe. Izraeli születésű édesapja orosz-zsidó származású. Szüleit "munkásosztálybeli embereknek" nevezte.
Fiatalkorában a 14th Municipal High Schoolban tanult színészetet egy iskola keretében, és részt vett a Tel Aviv-i Cserkészzenekarban. Izraeli Védelmi Erőknél teljesített szolgálata alatt az Északi Parancsnokság katonai zenekarának katonája volt.
Katonai szolgálatának befejezése után három évig 
színészetet tanult a Yoram Loewenstein által alapított Performing Arts Studio-ban. Az Amerikai Egyesült Államokba költözött, és a New York-i Actor's Workshopban tanult. 1991-ben visszatért Izraelbe.
2003-ban feleségül ment Gilad Londovski szörfoktatóhoz. Egy fiú gyermekük van, és Los Angelesben élnek.

## Pályafutása
Első komolyabb szerepe a Florentine című sorozatban volt. 2005-ben a München című filmben szerepelt. 2008-ban a Nyolc tanú című filmben tűnt fel. 2009-ben az Angyalok és démonok című filmben alakította Vittoria Vetra karakterét. 2011-ben a Hide Away című filmben szerepelt. 2013-ban Az acélember című filmben tűnt fel.  2015-ben a Daredevil című sorozat főszereplője volt. 2021-ben a Te című sorozat mellékszereplője volt. 2024-ben Dr. Amalia Levy karakterét alakította a The Best Worst Thing című sorozatban.

## Filmográfia

### Filmek
| Év   | Magyar cím                | Eredeti cím                    | Szerep          | Magyar hang    |
| ---- | ------------------------- | ------------------------------ | --------------- | -------------- |
| 1991 | Levél Sachának            | Pour Sacha                     | Shoshana        |                |
| 1993 |                           | Nikmato Shel Itzik Finkelstein | Debbie          |                |
| 1997 |                           | Ahava Asura                    | Lea             |                |
| 2001 |                           | Kikar Ha'Halomot               | Gila            |                |
| 2003 |                           | Ish Ha'Hashmal                 | Becki           |                |
| 2003 | Szerelmem Nina            | Ha'Asonot Shel Nina            | Nina            |                |
| 2004 |                           | Mashehu Matok                  | Tamar           |                |
| 2005 | München                   | Munich                         | Daphna Kaufman  | Huszárik Kata  |
| 2007 |                           | Fugitive Pieces                | Michaela        |                |
| 2007 |                           | Rak Klavim Ratzim Hofshi       | Telma           |                |
| 2008 | Nyolc tanú                | Vantage Point                  | Veronica        | Pokorny Lia    |
| 2008 | Ádám feltámadása          | Adam Resurrected               | Gina Grey       | Major Melinda  |
| 2009 | Angyalok és démonok       | Angels & Demons                | Vittoria Vetra  | Tóth Enikő     |
| 2009 |                           | Ingenious                      | Gina            |                |
| 2011 |                           | Hide Away                      | pincérnő        |                |
| 2012 | Egy drága társ            | Darling Companion              | Carmen          | Pikali Gerda   |
| 2013 | Az acélember              | Man of Steel                   | Lara Lor-Van    | Huszárik Kata  |
| 2015 | Utolsó napok a sivatagban | Last Days in the Desert        | anya            |                |
| 2015 | Utolsó lovagok            | Last Knights                   | Naomi           | Bertalan Ágnes |
| 2016 | Ben-Hur                   | Ben-Hur                        | Naomi Ben-Hur   | Kovács Nóra    |
| 2017 |                           | Milada                         | Milada Horáková |                |

### Televíziós szerepek
| Év         | Magyar cím                     | Eredeti cím                  | Szerep                  | Megjegyzések                                                                             |
| ---------- | ------------------------------ | ---------------------------- | ----------------------- | ---------------------------------------------------------------------------------------- |
| 1992–1996  |                                | Inyan Shel Zman              | Noga Caspi              | főszereplő                                                                               |
| 1997–2000  |                                | Florentine                   | Shira                   | főszereplő                                                                               |
| 2001       |                                | Laila Lelo Lola              | Oshrit                  | tévéfilm                                                                                 |
| 2004       |                                | Maktub                       | Michal                  | tévéfilm                                                                                 |
| 2012       |                                | Awake                        | Alina Ananyev           | 1 epizód                                                                                 |
| 2012       | Érintés                        | Touch                        | Rosemary Mathis         | 1 epizód                                                                                 |
| 2012       | Halo 4. – Kezdetek             | Halo 4: Forward Unto Dawn    | Mehaffey                | minisorozat magyar hangja Keönch Anna                                                    |
| 2013       |                                | Shtisel                      | Elisheva                | főszereplő                                                                               |
| 2014       |                                | Rake                         | Fiona Rinaldi           | 1 epizód                                                                                 |
| 2015, 2018 | Daredevil                      | Daredevil                    | Vanessa Marianna-Fisk   | főszereplő magyar hangja Majsai-Nyilas Tünde (1. szinkron) Szávai Viktória (2. szinkron) |
| 2017       | Elrabolva                      | Taken                        | Leah                    | 1 epizód                                                                                 |
| 2017       |                                | Transparent                  | Ronit                   | 1 epizód                                                                                 |
| 2019, 2022 | Legacies – A sötétség öröksége | Legacies                     | Seylah                  | 2 epizód                                                                                 |
| 2019       | A nagy pénzrablás              | Money Heist                  | Raquel Murillo (hangja) | angol szinkronhang magyar hangja Bánfalvi Eszter                                         |
| 2020       | Alice elvesztése               | Losing Alice                 | Alice                   | 8 epizód                                                                                 |
| 2021       | Te                             | You                          | Dr. Chandra             | mellékszereplő magyar hangja Kis-Kovács Luca                                             |
| 2022       |                                | Moonhaven                    | Maite Voss              | főszereplő                                                                               |
| 2022       |                                | Law & Order: Organized Crime | Tia Leonetti            | 2 epizód                                                                                 |
| 2024       |                                | The Best Worst Thing         | Dr. Amalia Levy         | főszereplő                                                                               |
| 2025       | Daredevil: Újjászületés        | Daredevil: Born Again        | Vanessa Fisk            | főszereplő magyar hangja Szávai Viktória                                                 |